# Giovanni Carlo Conestabile della Staffa
Giovanni Carlo Conestabile della Staffa, noto anche come Gian Carlo o Giancarlo (Perugia, 2 gennaio 1824 – Perugia, 21 luglio 1877), è stato un archeologo italiano.

## Biografia
Nacque a Perugia il 2 gennaio 1824 dal conte Francesco Conestabile della Staffa, gonfaloniere di Perugia, membro del consiglio provinciale, presidente della locale accademia di disegno e ciambellano alla corte di Lucca, e Vittoria dei principi Odescalchi. I Conestabile della Staffa erano una famiglia dell'antica nobiltà perugina di salda fede cattolica ed incondizionata fedeltà allo Stato Pontificio.
Esordì in campo letterario nel 1845 pubblicando a Perugia un discorso Sull'etica drammatica di Giulio Genoino, trattando il rapporto fra morale ed arte, per poi volgersi verso la storia della musica pubblicando nel 1846 le Notizie biografiche di B. Ferri musico celebratissimo, sulla vita del cantore del XVII secolo Baldassarre Ferri, e poi nel 1851 la Vita di N. Paganini da Genova, sulla biografia di Niccolò Paganini. Distaccatosi dalle posizioni conservatrici della famiglia, orientandosi più verso il neoguelfismo, trattò nelle Memorie di A. Alfani illustre perugino vissuto tra il XV e il XVI secolo il progressivo assoggettamento della città natale allo Stato Pontificio.
Dopo l'incontro con Giovanni Battista Vermiglioli ed Ariodante Fabretti si orientò definitivamente verso l'archeologia e seguì gli scavi di un ipogeo della gens Vibia rinvenuto nei pressi di Perugia nel 1852, che gli valsero la cattedra di archeologia presso l'Università degli Studi di Perugia. Nel 1855 pubblicò i primi due volumi Dei monumenti di Perugia etrusca e romana, dedicati uno ad una biografia di Vermiglioli e l'altro all'ipogeo dei Volumni, seguiti l'anno successivo dal terzo volume, dedicato alla necropoli del Palazzone. Ebbe un'importante risonanza la sua pubblicazione Iscrizioni etrusche e etrusco-latine in monumenti che si conservano nell'I. e R. Galleria degli Uffizi di Firenze, opera che descriveva e commentava i vari reperti collocati all'epoca nel corridoio tra la galleria degli Uffizi e palazzo Pitti a Firenze, provenienti prevalentemente da Etruria e Magna Grecia; in quest'opera avanzò l'ipotesi che gli Etruschi una volta giunti in Italia avrebbero trovato ed assimilato una preesistente cultura italica strettamente legata alle grandi civiltà orientali. Conseguentemente ampliò l'orizzonte delle sue indagini, occupandosi anche di antichità assire, persiane, indiane, egizie, giudaiche, fenice e babilonesi, mentre tra il 1858 e il 1859 collaborò alla campagna di scavi promossa dalla Società Colombaria.
Sul versante politico il progressivo tramonto dell'ipotesi neoguelfa lo portò ad assumere posizioni di maggiore appoggio al papato, tradottesi nella sua contestazione ai moti di Perugia del 1859 e nella sua traduzione italiana dell'opera La Francia, l'Impero e il Papato di Abel-François Villemain, nella quale si affermava che l'intangibilità del potere temporale era una premessa al libero esercizio del potere religioso. Dopo l'annessione dell'Umbria al Regno d'Italia accettò tuttavia la nuova realtà, limitandosi ad alcune polemiche sulla libertà religiosa.
Tra il 1859 e il 1863 si trovò prevalentemente all'estero: in Francia, dove conobbe numerosi intellettuali tra cui Charles de Montalembert ed Ernest Renan e dove entrò a far parte della Società archeologica di Orléans, nel Regno Unito, dove conobbe sir Austen Henry Layard, tra i principali scavatori di Ninive, e fu ricevuto dalla regina Vittoria, e in Germania, dove conobbe alcuni tra i principali storici dell'antichità e archeologi dell'epoca tra cui Theodor Mommsen e Karl Richard Lepsius. Divenuto membro apprezzato ed acclamato di numerosi istituti di ricerca archeologica europei, tra cui anche l'Accademia reale delle arti e delle scienze dei Paesi Bassi e l'Accademia russa delle scienze, pubblicò nel 1865, su incarico del Ministero della pubblica istruzione, un'approfondita relazione sugli scavi condotti nella necropoli dei Settecamini ad Orvieto da Domenico Golini (scopritore delle tombe Golini) intitolata Pitture murali a fresco e suppellettili etrusche... scoperte in una necropoli presso Orvieto. Al 1870 risale la pubblicazione del quarto ed ultimo volume Dei monumenti di Perugia etrusca e romana, contenente la descrizione di tutti i monumenti etruschi trovati a Perugia con notizie anche su quelli smarriti; pensò alla pubblicazione di un quinto volume, dedicato ai monumenti romani, ma i costi di pubblicazione lo fecero desistere.
Si dedicò attivamente anche allo studio della preistoria, coordinando insieme a Giovanni Gozzadini il quinto Congresso internazionale di antropologia e archeologia preistorica, svoltosi a Bologna nel 1871, nel corso del quale pronunciò diversi interventi sulle antiche migrazioni verso l'Italia, sulla necropoli di Marzabotto e sui ritrovamenti presso il Cimitero monumentale della Certosa di Bologna, e presiedette il successivo congresso, svoltosi a Bruxelles nel 1872. Proprio nel 1872 fu eletto socio dell'Accademia delle Scienze di Torino, alla quale indirizzò nel 1874 la sua ultima grande opera intitolata Sovra due dischi di bronzo antico-italici del Museo di Perugia e sovra l'arte ornamentale primitiva in Italia e in altre parti d'Europa, nella quale raccolse le sue teorie sulle origini di una civiltà italica pre-etrusca di origini orientali che si sarebbe diffusa in Italia ma anche nel mar Egeo e nel resto d'Europa.
Morì il 21 luglio 1877 nella propria villa a Montemelino, nei pressi di Perugia.
Dal suo matrimonio con l'irlandese Maria Baron nacquero Francesco nel 1850 e Carlo nel 1854.